# Charles Naudet

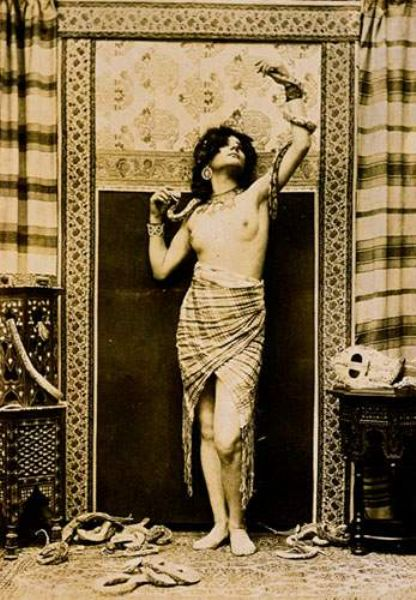
Charmeuse (Zaklínačka hadů), akt, 1903

Charles Naudet byl francouzský fotograf. Je autorem celé řady aktů s orientální tematikou.

## Galerie

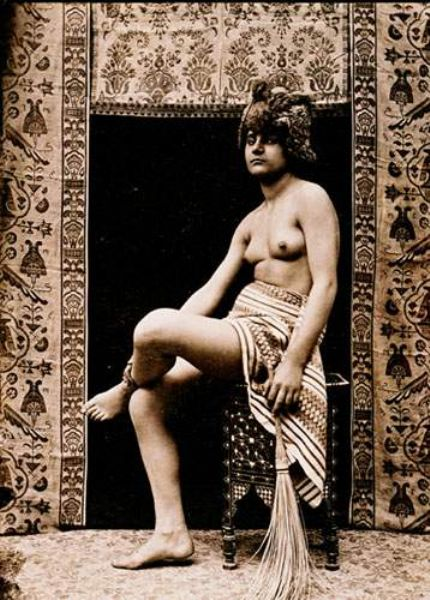
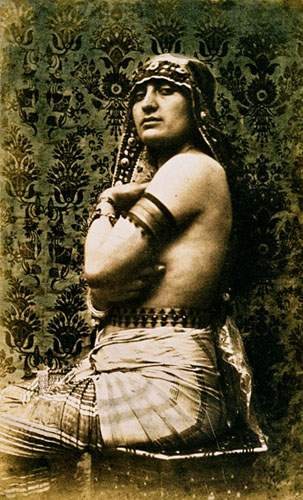
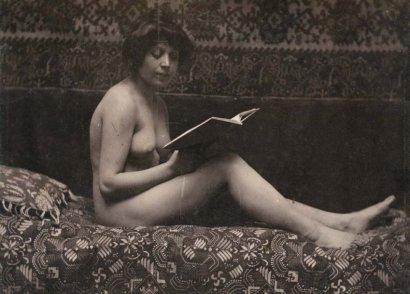
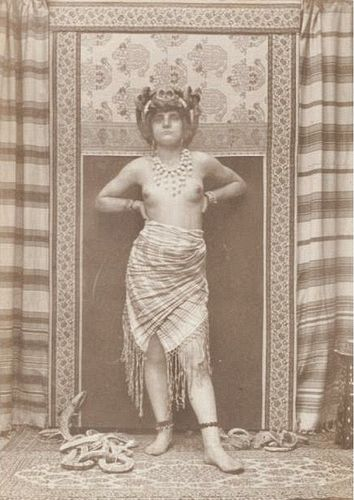